# Andreas Möller (Autor)

Andreas Möller (2018)

Andreas Möller (* 1974 in Rostock) ist ein deutscher Buchautor, Journalist und Kommunikationsmanager. 

## Leben und Wirken

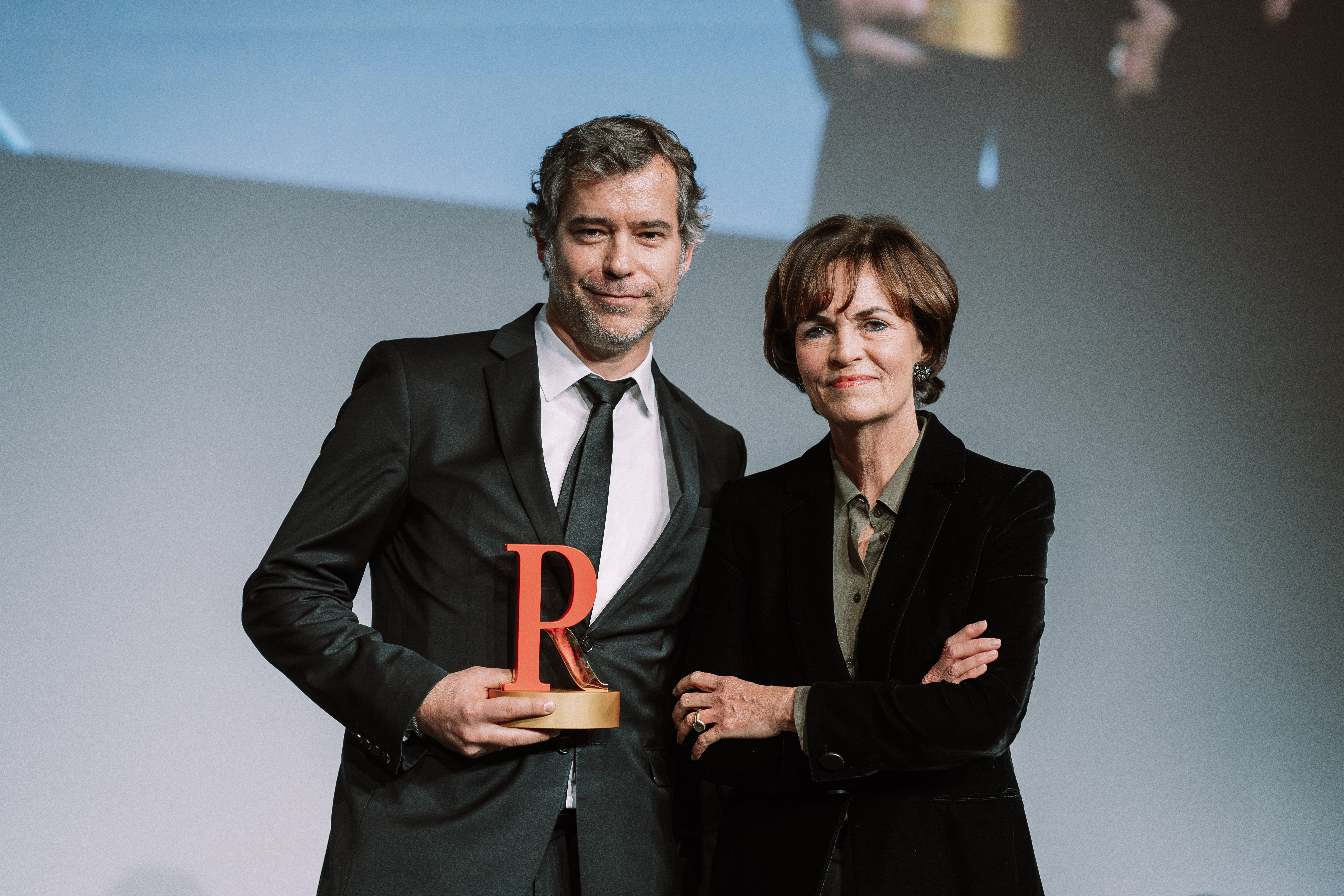
Andreas Möller und Nicola Leibinger-Kammüller auf der Verleihung der "PR Report Awards" (2024)

Möller studierte Geschichte, Germanistik und Politikwissenschaft in Heidelberg, Rom und Berlin. 2005 wurde er mit einer Arbeit über den Widerstand gegen Wissenschaft und Technik in Deutschland am Beispiel des Publizisten Martin Raschke (1905–1943) an der Humboldt-Universität zu Berlin promoviert.
Er arbeitete als freier Journalist, u. a. für Deutschlandradio Kultur, und war anschließend Leiter Politik- und Gesellschaftsberatung der wirtschaftsnahen Deutschen Akademie der Technikwissenschaften (acatech). Er leitete in dieser Zeit u. a. die Geschäftsstelle des Innovationsdialogs mit der deutschen Bundesregierung.
Ab 2012 war er Public-Affairs-Beauftragter des Kupferkonzerns Aurubis. Seit 2015 ist er Leiter Unternehmenskommunikation und Politik des Laser- und Werkzeugmaschinenherstellers Trumpf, seit 2021 auch Bevollmächtigter des Unternehmens für Außenbeziehungen in Berlin.
2013 erschien sein Buch Das grüne Gewissen. Wenn die Natur zur Ersatzreligion wird, das in mehreren Zeitungen besprochen wurde. Es beschreibt die Hinwendung zum Nachhaltigkeitslifestyle als gesellschaftliche Rückzugsbewegung ins Private. Das Buch zeichnet überdies Eckpunkte der deutschen Natur-Verehrung und Technik-Kritik seit dem 19. Jahrhundert nach. Andreas Möller publizierte außerdem Beiträge zu den Themen Technik, Natur und Gesellschaft in der FAZ, FR, der Zeitschrift Cicero und in der Zeitschrift politik & kommunikation.
2018 veröffentlichte er Zwischen Bullerbü und Tierfabrik. Warum wir einen anderen Blick auf die Landwirtschaft brauchen, eine Analyse der medialen Darstellung der Landwirtschaft. Ein Vorabdruck des Buches erschien in der Frankfurter Allgemeinen Sonntagszeitung unter dem Titel Hört auf zu träumen. Dieser wurde mit dem Kommunikationspreis 2019 des Verbands Deutscher Agrarjournalisten (verliehen durch Bundeslandwirtschaftsministerin Julia Klöckner und Bauernpräsident Joachim Rukwied) ausgezeichnet.
Im Mai 2022 erschien sein Buch Hechte. Ein Portrait in der von Judith Schalansky herausgegebenen Reihe Naturkunden bei Matthes & Seitz Berlin.
Im November 2024 wurde er von der Jury der „PR Report Awards“ als „Kommunikator des Jahres“ ausgezeichnet.

## Publikationen
- Hechte. Ein Portrait. Matthes & Seitz, Berlin 2022, ISBN 3751802134.
- Zwischen Bullerbü und Tierfabrik. Warum wir einen anderen Blick auf die Landwirtschaft brauchen. Gütersloher Verlagshaus, Gütersloh 2018, ISBN 978-3-579-08724-5.
- Das grüne Gewissen. Wenn die Natur zur Ersatzreligion wird. Hanser, München 2013, ISBN 978-3-446-43224-6.
- Traumfang. Eine Geschichte vom Angeln. Ullstein, Berlin 2009, ISBN 978-3-550-08745-5.
- Aurorafalter und Spiralnebel. Naturwissenschaft und Publizistik bei Martin Raschke 1929–1932. Lang, Frankfurt am Main u. a. 2005, ISBN 3-631-54601-7 (= Dissertation, Frankfurt u. a. 2005).